# Kelley Johnson
Kelley Johnson (Fort Collins, Colorado, Estados Unidos 22 de octubre de 1992) es una reina de belleza estadounidense. Fue coronada como Miss Colorado 2015 y más tarde compitió en Miss America 2016, donde fue nombrada como segunda finalista. Johnson ganó más tarde Miss California USA 2018 y representó a California en Miss USA 2018.

## Biografía
Johnson nació en Fort Collins, Colorado, y pasó su última infancia en Windsor, Colorado Su madre es Julie Johnson Haffner y su padrastro es Gene Haffner. Johnson también tiene dos hermanas mayores. Se graduó en 2010 de Fossil Ridge High School en Fort Collins. 
Johnson asistió a la Colorado Mesa University de 2010 a 2012. Se graduó en 2015 de Grand View University, donde obtuvo una licenciatura en enfermería y fue la mejor estudiante de su clase de enfermería. Johnson es una enfermera registrada.

## Trayectoria

### Espectáculos tempranos
El 30 de marzo de 2014 mientras estudiaba en la Universidad Grand View en Des Moines, Iowa, Johnson ganó el título de Miss Liberty 2014. Ella compitió como una de las 15 finalistas en el concurso Miss Iowa de 2014 en una plataforma de «Sensibilización sobre la importancia de la detección precoz del cáncer» y tocar el piano como su talento. Fue una de las 10 finalistas para el título estatal.

### Miss America 2016
En noviembre de 2014 al regresar a su estado de origen, Johnson recibió una corona que le permitió pasar a la siguiente ronda de la competencia. Ella entró en el concurso estatal en la Ópera de Ellie Caulkins de Denver en junio de 2015 como uno de los 26 clasificados. El talento de la competencia de Johnson era un monólogo que estaba correlacionado con su experiencia con un paciente que había conocido con la enfermedad de Alzheimer. Su plataforma es «The Health Initiative PLUS: Prevent, Live, Uncover, Study».
Johnson ganó la competencia el sábado 20 de junio de 2015, cuando recibió su corona de la campeona saliente de Miss Colorado, Stacey Cook. Como Miss Colorado sus actividades incluyeron apariciones públicas en todo Colorado.
Johnson fue representante de Colorado en el concurso Miss America 2016 en Atlantic City, Nueva Jersey, en septiembre de 2015. En la final televisada del 13 de septiembre de 2015 realizó un monólogo original inspirado en un paciente que conoció como enfermera durante la parte de talento de la competencia. En la parte de la entrevista se le preguntó qué mujer debería aparecer en el billete de diez dólares y respondió «Ellen DeGeneres». La plataforma personal de Johnson fue «The Health Initiative PLUS». Fue nombrada segunda finalista de Betty Cantrell, Miss Georgia 2015, y se le otorgó un premio de beca de $ 20,000.

### Reacciones al monólogo de enfermería
En el episodio del 14 de septiembre de 2015 de The View, las coanfitrionas Joy Behar y Michelle Collins se burlaron de Johnson, una enfermera registrada por su monólogo de Miss América en el que usaba uniforme de enfermera y estetoscopio mientras hablaba sobre su profesión. Sus comentarios provocaron una reacción de los medios sociales particularmente por parte de las enfermeras y algunos anunciantes sacaron sus anuncios del programa. 
El 17 de septiembre de 2015, Johnson apareció en The Ellen DeGeneres Show para discutir su pregunta y respuesta en el escenario, sugiriendo que DeGeneres debería estar en el billete de diez dólares y su decisión de realizar un monólogo sobre la enfermería por su talento. Después de su entrevista Johnson recibió $ 10,000 de Shutterfly para ayudar a pagar su matrícula para la escuela de anestesista de enfermería.

### Miss USA 2018
El 3 de diciembre de 2017, Johnson se coronó Miss California USA 2018 después de representar a Redondo Beach en la competencia. Representó a California en Miss USA 2018, en donde se posicionó en el Top 10 de semifinalistas.